# 뉴클리어
뉴클리어(본명: 신정현, 1997년 5월 19일 ~ )은 대한민국의 전직 리그 오브 레전드 프로게이머이다. 선수 시절 아이디는 Nuclear이며 포지션은 AD 캐리였다. 현재 DWG KIA의 스트리머로 활동 중이다.

## 선수 시절
2015년 1월 5일, 큐빅에서 프로 커리어를 시작했다. 2015년 3월, 팀이 해체되면서 팀을 떠나게 되었다.
2015년 3월, 스베누 소닉붐에 입단했다. 스베누에서는 팀의 부진을 막지 못하면서 챌린저스 강등을 경험하기도 했다. 챌린저스 강등 이후에는 팀의 전승행진에 기여했다. 하지만 승강전에서 패배하면서 승격에는 실패했다.
2017 시즌을 앞둔 스토브 리그 기간 동안 유럽 리그의 H2k 게이밍으로 이적했다. H2k에서 주전 원딜러로 활약하면서 스프링 시즌 8강, 서머 시즌 3위에 기여했다.
2018 5월, 리그 오브 레전드 챌린저스 코리아의 담원 게이밍에 입단했다. 담원에 입단한 후인 2018 서머 시즌 팀의 주전 원딜러로 활동하면서 팀의 승격에 공헌했다. 2019 스프링 시즌 LCK에 복귀하였으나 애매하다는 평가를 받았다. 서머 시즌에서도 팀의 주전으로 활약했다. 리프트 라이벌즈 2019에 참가했으며 LCK의 우승에 기여했다. 팀은 2019 시즌 선발전을 통해서 롤드컵에 참여하게 되었다. 조별리그 인빅투스 게이밍과의 경기에서 카이사로 좋은 플레이를 보여주면서 화제를 모았다. 이런 활약을 통해 뉴클리어는 팀의 8강 진출에 공헌했다.
2020 시즌을 앞두고 팀에 잔류했다. 하지만 2020 스프링 시즌 OP챔피언을 다루지 못한다는 평가와 함께 최악의 폼을 보여주었다. 결국 스프링 2라운드를 앞두고 영입된 고스트에게 주전 자리를 내주고 말았다. 이후 스프링 2라운드에서는 출전하지 못했다. 스프링 시즌 종료 이후 미드 시즌 컵의 로스터에 포함이 되어 참가했다. 하지만 출전을 기록하지는 못했다. 서머 시즌에서도 팀의 서브 선수로 활동했다. 리그 오브 레전드 월드 챔피언십에서는 서브 선수로 로스터에 포함되어 참가하게 되었다. 팀은 롤드컵에서 우승을 차지하게 되었으나 본인은 고스트에 밀려서 한 경기도 출전을 하지 못했다.
2020 롤드컵 종료 이후 은퇴를 선언했다.

## 은퇴 후
은퇴 후로는 스트리머로 전향해 개인방송을 시작했다. 트위치의 리그 오브 레전드 대회인 자낳대 등에서 감독으로 모습을 드러내기도 했다.
2021년 4월에는 전 소속팀인 담원의 전속 스트리머로 합류했다.
2021년 서머 시즌에는 LCK 분석데스크에 간간히 모습을 드러내기도 했다. 이후 LCK 분석데스크에 정식 합류했다.

## 소속팀
| # | 팀명          | 소속 기간               | 소속 리그 | 비고 |
| - | ------------- | ----------------------- | --------- | ---- |
| 1 | 큐빅          | 2015.01.05 ~ 2015.02.14 | CK        |      |
| 2 | 스베누 소닉붐 | 2015.03.09 ~ 2016.09.03 | LCK CK    |      |
| 3 | H2k 게이밍    | 2016.12.14 ~ 2017.11.20 | LEC       |      |
| 4 | 담원 게이밍   | 2018.05.06 ~ 2020.11.19 | CK LCK    |      |

## 수상 내역
- 리그 오브 레전드 챌린저스 코리아 서머 2018 우승
- 리프트 라이벌즈 2019 우승
- 리그 오브 레전드 월드 챔피언십 2019 8강
- 리그 오브 레전드 챔피언스 코리아 서머 2020 우승
- 리그 오브 레전드 월드 챔피언십 2020 우승